# 7º Jamboree mondiale dello scautismo
Il 7º Jamboree mondiale dello scautismo (in tedesco 7. Weltpfadfindertreffen) si svolse a Bad Ischl, Salzkammergut in Austria dal 3 al 13 agosto 1951. Fu il primo Jamboree in cui parteciparono gli scout della Germania, nella figura di 675 scout, dopo essere stati ammessi al WOSM. L'età minima per partecipare al raduno fu abbassata a 13 anni, rispetto ai 14 previsti dagli altri Jamboree, per permettere una maggiore partecipazione agli scout austriaci, dato che l'organizzazione era rinata solo da cinque anni. 

## Antefatti
Alla conferenza internazionale scout del 1949, tenutasi in Norvegia, furono distribuiti gli inviti per la successiva conferenza prevista per due anni dopo, e furono nominate l'Austria e la Danimarca come possibili località per ospitare il Jamboree mondiale. Alle votazioni l'opzione austriaca fu approvata dalla stragrande maggioranza dei presenti per una serie di ragioni: era un paese piccolo, non aveva mai ospitato il raduno sul proprio territorio, e gli scout austriaci erano risorti tre anni prima, dopo essere stati banditi nel 1938. La maggioranza dei paesi presenti alla conferenza erano stati in guerra con l'Austria fino a soli cinque anni prima; c'era un grande desiderio di dimostrare che il principio di fratellanza scout era una realtà. 
Nell'esprimere l'invito, il commissario internazionale austriaco, Adolf Klarer, dichiarò che il settimo Jamboree "avrebbe dovuto essere messo in piedi con grande semplicità". Questo invito fece presa sulla conferenza, dato che vedeva la richiesta come uno strumento per poter esprimere al meglio lo scopo primario del Jamboree mondiale, cioè riunire gli Scout di tutto il mondo e rafforzare così il sentimento di unità e comunione. Nacque così il "Jamboree della Semplicità".